# 第12軍団 (北軍)
南北戦争中の北軍第12軍団（XII Corps）は、ポトマック軍に属した軍団で、主に東部戦線で戦い、後にテネシーに派遣された。
1862年3月13日の陸軍省一般命令に基づき、ポトマック軍の下に第1～第5の5個軍団が編成された。このとき編成された第5軍団が、後に第12軍団と名称変更された。軍団長はナサニエル・バンクス少将で、アルフェウス・ウィリアムズとジェイムズ・シールズが師団長を務めた。その後、軍団はポトマック軍から離れてシェナンドー渓谷で活動した。6月26日、エイブラハム・リンカーン大統領の命令により、軍団はバージニア軍第2軍団と改称された。その後再びポトマック軍の所属に戻ったため、9月12日の一般命令129号で軍団名は第12軍団とされ、ジョセフ・マンスフィールド（Joseph K. Mansfield）が軍団長を務めた。
通常、軍団は3個師団で構成されていたが、第12軍団は2個師団編成と小さかった。しかし、隷下の部隊は精強であり、第2マサチューセッツ連隊、第7オハイオ連隊、第5コネチカット連隊、第13ニュージャージー連隊、第107ニューヨーク連隊、第28ペンシルベニア連隊、第46ペンシルベニア連隊、第3ウィスコンシン連隊、等の有名な連隊が所属していた。

## シェナンドー渓谷
南軍ストーンウォール・ジャクソンのバレー方面作戦に対して、軍団（当時の名称はポトマック軍第5軍団）は激しい戦闘を経験した。シールズの師団は第一次カーンズタウンの戦い（1862年3月23日）でジャクソンに勝利を収め、またウィリアムズの師団は5月25日の第一次ウィンチェスターの戦いにおいて、数に上回る敵に善戦したものの、バンクスは軍団を撤退させた。8月9日のシーダー山の戦いでは、ほぼ第12軍団（このときの名称はバージニア軍第2軍団）のみで戦い、数で上回る南軍に敗北はしたものの、南北戦争の歴史に残る戦いぶりをみせている。師団長はウィリアムズとクリストファー・オウガー（Christopher C. Augur）であり、戦闘に参加した6,000人に対して、戦死302人、戦傷1,302人、行方不明594人の合計2,216人の損害を出した。中でもサミュエル・クロウフォードの旅団は、1679人中867人という大損害を受けた。
第二次ブルランの戦い（8月28日 - 8月30日）では、軍団は予備に回った。

## アンティータム
第二次ブルランの戦いの後、軍団はポトマック軍に復帰し、第12軍団と名称を変えてメリーランド方面作戦に参加した。軍団長には古参のマンスフィールドが就任した。師団及び旅団編成はシダー山の戦いの際と同じであったが、オウガーに代わってジョージ・S・グリーン准将が第2師団長となった。損害を補填するために、北部の州からの5個志願兵連隊が追加されたが、内3個連隊はペンシルベニアで集められた兵で構成されており、任期は9ヶ月にすぎなかった。第12軍団の規模は、非戦闘員も含んで12,300人となった。隷下には22個歩兵連隊、3個野砲中隊から構成されていたが、軍の中では最小の軍団であった。
9月14日のサウス山の戦いでは、第2軍団と共に中央で予備とされた。山麓で始まった戦いが見える位置まで行軍はしたものの、戦闘には参加しなかった。アンティータムの戦いでは、9月17日の早朝から戦闘を開始しダンカー教会の付近まで前進したが、密集隊形で前進したため大損害を受けた。マンスフィールドも狙撃され瀕死の重症を負い、ウィリアムズが軍団の指揮を引き継いだ。軍団の損害は、戦闘に参加した約8,000人に対し、戦死275人、戦傷1,386人、行方不明85人、合計1,746人であった。
マンスフィールド死亡後の軍団長には、第6軍団長であったヘンリー・W・スローカム少将が就任した。スローカムは半島方面作戦とクランプトン・ギャップの戦い（Battle of Crampton's Gap）で輝かしい戦績をあげていた。第12軍団は12月までハーパーズ・フェリー近郊に留まり、その後バージニアに戻り、スタフォードコートハウスで冬営に入った。

## チャンセラーズヴィルとゲティスバーグ
チャンセラーズヴィルの戦いでは、第11軍団と第12軍団が大打撃を受けた。しかし、大敗北の混乱の中、第12軍団所属の連隊は前線を突破されること無く、軍旗も失うことも無かった。チャンセラーハウスでの接近戦に参加した砲兵隊も、1門の砲も失うこと無しに撤退に成功した。この作戦において、第12軍団は最初にラピダン川（ラパハノック川の支流）を渡り、撤退時には最後にラパハノック川を渡河した。作戦時の軍団の兵力は、30個歩兵連隊、5個野砲中隊で、実人員19,929人であった。チャンセラーズヴィルでの損害は、戦死260人、戦傷1,436人、行方不明1,119人の合計2,814人であった。師団長はウィリアムズとジョン・ギアリーであった。トーマス・ラガー（Thomas H. Ruger）准将とチャールズ・キャンディ（Charles Candy）大佐の旅団が最も被害を受けた。
ゲティスバーグの戦いでは、第12軍団はカルプスヒルの勇敢な防衛戦で有名となった。スローカムはゲティスバーグでは右翼の司令官を務めたため、代わってウィリアムズが軍団長となった。第1師団の師団長は第3旅団長のルガーが務めた。第2師団長はギアリーであった。
7月2日の午後、ポトマック軍司令官のジョージ・ミードは、第12軍団にカルプスヒルを離れてリトルラウンドトップ近くの北軍最左翼を補強するように命令した。スローカムはその重要性に鑑み、ミードを説得してギアリー師団のジョージ・S・グリーンの旅団をカルプスヒルに残させた。1個旅団で防衛するにはカルプスヒルの前線は長く、したがって防御ラインの厚みは無くまた他の部隊からの支援は期待できなかった。民間のエンジニアであったグリーンは、効果的な野戦防御線を構築した。カルプスヒルは南軍エドワード・ジョンソン師団の攻撃を受けたが、グリーン旅団はこれを撃退するのに成功した。グリーンは部下たちに丘を死守するように命じたが、ジョンソンの幾つかの部隊は抵抗を受けること無く、第12軍団が築いていた空になった胸壁に達した。夜になって第12軍団の兵士達が戻って来ると、南軍を排除するための絶望的な戦闘が発生した。長時間に渡る激しい戦闘の後、第12軍団は胸壁の再奪取に成功した。第12軍団の前には、何軍兵士の死体が積み重なっていた。ジョンソン師団は22個連隊から構成されていたが、戦死229人、戦傷1,269人、行方不明375人の合計1,873人の損害を出した。ジョンソン師団の支援のために派遣された、ウィリアム・スミス、ジュニアス・ダニエル（Junius Daniel）及びエドワード・オニール（Edward A. O'Neal）の3個旅団・14個連隊が受けた損害も、これに加えなければならない。他方、第12軍団が受けた損害は、戦死204人、戦傷810人、行方不明67人の合計1,081人であった。

## テネシー
ゲティスバーグ方面作戦の終了後、ポトマック軍はロバート・E・リーを追跡してバージニアに入った。第12軍団も追撃戦に参加し、ラパハノックまで前進した。ラパハノックに滞在中の1863年9月23日、第11軍団と第12軍団はポトマック軍本体から分離され、チャタヌーガで包囲されていたウィリアム・ローズクランズを支援するように命令された。2個軍団の総司令官にはジョセフ・フッカー少将が任命された。テネシーに到着後、ギアリーの師団は前線に配置され、他方ウィリアムズの師団はマーフリーズボロからブリッジポート間の鉄道沿いに留め置かれた。ギアリーはチャタヌーガで包囲された軍と合流するために前進した。10月27日の夜、師団はルックアウト渓谷で野営したが、前進しすぎたため他の部隊からは孤立していた。深夜にジェイムズ・ロングストリートの部隊の一部が攻撃をかけてきた。しかし、ギアリーは奇襲に対する備えをしており、ロングストリートを撃退した。この際、ギアリーは第11軍団の一部の部隊から、迅速かつ勇敢な支援を受けることができた。カンバーランド軍司令官であるジョージ・ヘンリー・トーマスは、その公式報告書に「数に勝る敵の奇襲を撃退したギアリー師団の反撃は、この戦争において最も際立った功績と位置づけられるだろう」と記している。
翌28日から29日にかけての深夜にはワウハッチーの戦い（Battle of Wauhatchie）が発生し、翌月にはルックアウト山の戦いに勝利した。そこでの第2師団の奮戦は、「雲の上の戦い」として有名となった。ギアリーは第4軍団のウォルター・ワイテイカー（Walter C. Whitaker）の旅団を支援した。ワイテイカーの連隊の一つである第8ケンタッキー連隊が、最初に山頂に旗を立てた。

## 第20軍団

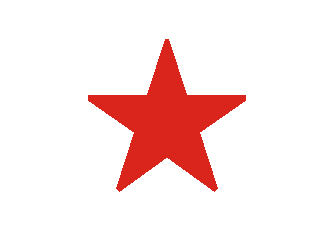
第12軍団第1師団記章

1864年4月、フッカーの指揮下にあった第11軍団と第12軍団は統合され、新たに第20軍団が設立された。いくつかの小さな部隊も、第20軍団に加わった。陸軍省が両軍団を統合した理由は、第11軍団がゲティスバーグで大損害を受けていたことと、第12軍団が最小の軍団であったためである。ウィリアムズとギアリーは引き続き師団長の地位に留まり、兵士は第12軍団の記章を使用した。この記章（五芒星）は、第20軍団の記章としても使用されることとなった。とは言え、第12軍団のアイデンティティが失われたことに、兵士たちは落胆した。
第12軍団が解消されたことに伴い、スローカムはヴィックスバーグ小軍管区（District of Vicksburg）の司令官となったが、アトランタ方面作戦の期間はフッカーに代わって第20軍団長を務めた。スローカムはその後ジョージア軍司令官となり、ウィリアム・シャーマンの海への進軍とカロライナ方面作戦に加わった。

## 歴代軍団長
| アルフェウス・ウィリアムズ | 1862年9月12日 – 1862年9月15日  |
| ジョセフ・マンスフィールド | 1862年9月15日 – 1862年9月17日  |
| アルフェウス・ウィリアムズ | 1862年9月17日 – 1862年10月20日 |
| ヘンリー・W・スローカム    | 1862年9月17日 – 1863年7月1日   |
| アルフェウス・ウィリアムズ | 1863年7月1日 – 1863年7月4日    |
| ヘンリー・W・スローカム    | 1863年7月4日 – 1863年8月31日   |
| アルフェウス・ウィリアムズ | 1863年8月31日 – 1863年9月13日  |
| ヘンリー・W・スローカム    | 1863年9月13日 – 1863年9月25日  |
| * ヘンリー・W・スローカム  | 1863年9月25日 – 1864年4月18日  |

 * カンバーランド軍付属。他はポトマック軍所属
1864年4月18日、第12軍団は第11軍団と統合され、第20軍団が設立された。

## 参考資料
- Eicher, John H., and Eicher, David J., Civil War High Commands, Stanford University Press, 2001, ISBN 0-8047-3641-3.
- Fox, William F., Regimental Losses in the American Civil War, reprinted by Morningside Bookshop, Dayton, Ohio, 1993, ISBN 0-685-72194-9.